# 長野県風越公園
長野県風越公園（ながのけんふうえつこうえん）は、長野県飯田市小伝馬町にある都市公園。長野県が所有しており、飯田市が指定管理者になっている。

## 概要
1979年（昭和54年）12月に長野県都市公園条例に基づき設置された都市公園である。長野県の建設部都市・まちづくり課（飯田建設事務所）が所管し、飯田市が指定管理者になっている。園内には多目的広場、野外劇場、遊具などがある。

## 再整備
飯田警察署が隣接しており、県は署の建て替えに合わせて南信運転免許センター（仮称）を併設させる方針で、飯田市は公園の一部について県から移管を受けて再整備することになった。
なお、公園内にある飯田創造館（県文化政策課所管）については、老朽化のため2023年度末をめどに閉鎖する方針である。